# 金勇帥
金 勇帥（キム・ヨンス、朝鮮語: 김용수）は、朝鮮民主主義人民共和国の政治家。朝鮮労働党財政経理部長、朝鮮労働党中央委員会委員候補。

## 経歴
出生地や生年月日は不明。朝鮮労働党副部長を経て、2016年5月9日に開催された朝鮮労働党第7次大会で朝鮮労働党中央委員会委員、朝鮮労働党財政経理部部長に選出された。同年11月25日にキューバのフィデル・カストロ前国家評議会議長が死去した際には、弔問団としてキューバを訪問した。2018年に部長職を解任され、副部長となった。2019年3月に最高人民会議第14期代議員に選出され、同年4月10日に開催された党中央委員会第7期第4回総会で、財政経理部第一副部長に任命され、党中央委員会委員候補に補選された。
2020年8月13日に実施された党中央委員会第7期第16回政治局会議で財政経理部長に任命された。

## 参考サイト
북한정보포털
| 先代韓光相 | 朝鮮労働党財政経理部長2016年 - 2018年 2020年 - | 次代韓光相 現職 |